# Dębe Małe (powiat miński)
Dębe Małe – wieś sołecka w Polsce położona w województwie mazowieckim, w powiecie mińskim, w gminie Latowicz.
W latach 1526–1795 wieś należała do starostwa latowickiego. W latach 1795–1809 – pod zaborem austriackim. Od 1809 r. w Księstwie Warszawskim, guberni warszawskiej, powiecie siennickim, a od 1866 r. w powiecie mińskim (od 1868 nazwa powiatu nowomiński). W latach 1870–1954 należała do gminy Wielgolas, w latach 1954–1961 wieś należała i była siedzibą władz gromady Dębe Małe, po jej zniesieniu w gromadzie Wielgolas. Od 1973 r. należy do gminy Latowicz. W latach 1919–1939 była w granicach województwa warszawskiego, 1939-1945 w Generalnym Gubernatorstwie, 1946-1975 w województwie warszawskim, od 1975r do 1998 r. – w granicach województwa siedleckiego. Od 1999 r. znajduje się w województwie mazowieckim.
Wierni Kościoła rzymskokatolickiego należą do parafii Świętej Trójcy w Latowiczu.

## Części wsi
| SIMC    | Nazwa     | Rodzaj    |
| ------- | --------- | --------- |
| 0677582 | Kołaczki  | część wsi |
| 0677599 | Podstawie | część wsi |

## Historia
Najstarsze ślady osadnictwa to trzy urny z prochami – resztki cmentarzyska kultury grobów kloszowych (500-100 lat p.n.e.). We wsi znajdują się ślady osadnictwa od neolitu po późne średniowiecze. W 1877 r. odkryto cmentarzysko ciałopalne z okresu wpływów rzymskich.
Pierwsze wzmianki o wsi pochodzą z 1313 r., wymieniając nazwę „Dambe”. W 1517 r. Dębe wraz z innymi wioskami zostało nadane jako uposażenie dla kościoła św. Anny w Latowiczu. W 1540 r. właścicielem dóbr Dębe był Jan z Dębego herbu Radwan. W latach 1540–1564 dobra te odziedziczył Walenty Dębski, do którego należały także Wola Dębska i Wola Kolanki (czyli Kołaczki – dzielnica Dębego). W rejestrze parafii Latowicz z 1576 r. jako właściciel Dębego widnieje Sebastian Dębski.
W XVII w. właścicielem folwarku i dóbr Dębe był Jan Dębski, należący do bogatej szlachty, dziekan przemyski i deputat na Sejm Koronny. W 1662 r. wieś liczyła 44 mieszkańców, a dobra należały do p. Olszamowskiej mającej czworo dzieci, 9 osób czeladzi i 26 poddanych. Dębscy posiadali wieś do 1751 r., kiedy zmarł ostatni potomek Michał Dębski. Dobra odziedziczyła jego żona Katarzyna z Perzanowskich.
W pierwszej połowie XIX w. właścicielami folwarku byli Dąbrowscy, którzy założyli istniejący do dziś park krajobrazowy. W XIX w. znajdował się tu folwark o powierzchni 677 mórg. W 1827 r. wieś liczyła 14 domów i 131 mieszkańców, a w 1880 r. liczba domów wzrosła do 25.
W drugiej połowie XIX w. dobra przeszły w posiadanie Antoniego Karola Stulgińskiego, który przebudował istniejącą do dziś rezydencję. W latach 1867–1919 Dębe było miejscowością gminną. W 1906 r. z inicjatywy K.Stulgińskiego powstała szkoła podstawowa, kilka cegielni i prądnica elektryczna.
W latach 1917–1920 istniał zastęp harcerski liczący 13 skautów, należący do drużyny w Latowiczu. W 1924 r. zostało założone Koło Młodzieży „Siew”. W 1931 r. pododdział Związku Strzeleckiego, którego komendantem był ppor. rez. Wiktor Dońcow.
W latach 1919–1972 wieś należała do gminy Wielgolas. Po śmierci Antoniego Stulgińskiego w 1916 r. majątek przeszedł w ręce jego syna Henryka i w znaczniej części został rozparcelowany – w 1937 roku liczył ok. 330 ha, w 1940 r. – 133 hektary. W 1932 r. wieś Dębe liczyła 53 domy i ok. 300 mieszkańców, a w folwarku zamieszkiwało ok. 100 osób.
W 1944 r. w budynku dworu w Dębem mieścił się lazaret dla rannych żołnierzy radzieckich. W 1949 r. założono Ochotniczą Straż Pożarną. W 1956 r. powstało Koło Gospodyń Wiejskich. W 1958 r. wzniesiono murowany budynek szkoły w Dębem Małym, a 1965-1980 rozbudowano szkołę. W 1970 r. wieś liczyła 485 mieszkańców, a w 2000 r. – 343. Przyrost naturalny w latach 1970-2000 wyniósł –29,3%. W 1988 r. we wsi było 77 domów, a w 2009 r. – 92.

## Etymologia
Do połowy XX w. mówiono: „Dambe”, "Dembe”, „Dumbe”. Nazwa odnosi się do lesistej okolicy. W lasach przeważały tu zapewne dęby – drzewa otaczane czcią, co znalazło odzwierciedlenie w nazwie. Drugi człon nazwy dodano później, gdy zorientowano się, że znajdują się dwie miejscowości (obecne Dębe Małe i Dębe Wielkie) o takiej samej nazwie, które są położone niedaleko od siebie.

## Zabytki
- Kapliczka murowana z białej cegły, wzniesiona w 1990 r.
- Pałac – neorenesansowy, murowany, otynkowany, piętrowy, na planie prostokąta, od frontu dziewięcioosiowy, z trójosiową częścią środkową, wysuniętą ryzalitowo i zwieńczoną trójkątnym szczytem, wzniesiony w 1886 r. dla Antoniego Karola Stulgińskiego. Przy południowym boku usytuowany jest taras wsparty na trzech czworobocznych filarach, przy północnym boku jest ogród zimowy z trójosiową partią skrajnie wysuniętą ryzalitowo i zwieńczoną trójkątnym szczytem z akroterionami. Układ wnętrz jest dwutraktowy; dachy cztero- i dwuspadowe, kryte blachą. Dwór otacza duży i wspaniały park krajobrazowy założony w pierwszej połowie XIX w. przez Dąbrowskich. W pobliżu znajdują się liczne zabudowania gospodarcze z czerwonej cegły.

Klucz ziem Dębe Małe w 1804 r. zakupił Jan Kanty Maszkowski od Władysława z Ostrowa Nałęcz-Rychłowskiego. Od 1823 r. dobra należały do Juliana Maszkowskiego. W 1837 r. właścicielem stał się Teodor Kosiński i w następnym roku sprzedał je Józefowi Dąbrowskiemu. Po jego śmierci w 1843 r. połowę dóbr odziedziczył brat, a drugą połowę Jan Nepomucen Dąbrowski (syn Józefa). Od 1848 r. Dębe stanowiło własność Jana Rzewuskiego. W 1857 r. w posiadanie dóbr wszedł Henryk Karski, w 1871 r. Stanisław Miński, w 1886 r. Antoni Karol Stulgiński, do którego należały do 1945 r.

## Miejsca pamięci
- W Dębem na Kołaczkach na skraju lasu nieoznakowana mogiła Niemca, który zginął w 1944 r.